# Hap and Leonard
Hap and Leonard è una serie televisiva statunitense basata sui personaggi di Hap e Leonard, creati dallo scrittore Joe R. Lansdale e basata sull'omonima serie di romanzi. La prima stagione riprende le vicende del romanzo Una stagione selvaggia.
La serie è stata scritta e sviluppata da Nick Damici e Jim Mickle, che avevano già adattato Cold in July - Freddo a luglio da un romanzo di Lansdale, ed è in onda dal 2 marzo 2016 su SundanceTV.
La serie è stata rinnovata per una seconda stagione, in onda dal 15 marzo 2017, basata sul romanzo Mucho Mojo. Il 1º maggio 2017, Sundance ha rinnovato la serie per una terza stagione, in onda dal 7 marzo 2018 e tratta dal terzo libro della serie, Il mambo degli orsi.
Il 14 maggio 2018 la serie viene ufficialmente cancellata dopo tre stagioni.

## Trama
Verso la fine degli anni ottanta, in una piccola cittadina del Texas, gli amici Hap e Leonard si aiutano nel risolvere crimini. Hap Collins è un bianco che ha passato vari anni in prigione, con un debole per le donne del Sud, mentre il suo migliore amico Leonard Pine, è un afroamericano gay veterano del Vietnam dal carattere forte. Un giorno arriva in città Trudy, l'ex moglie di Hap, a chiedere il loro aiuto nella non semplice impresa di sottrarre mezzo milione di dollari.

## Personaggi e interpreti
- Hap Collins, interpretato da James Purefoy
- Leonard Pine, interpretato da Michael Kenneth Williams
- Soldier, interpretato da Jimmi Simpson
- Trudy Fawst, interpretata da Christina Hendricks
- Howard, interpretato da Bill Sage
- Paco, interpretato da Neil Sandilands
- Angel, interpretata da Pollyanna McIntosh
- Raoul, interpretato da Enrique Murciano

## Episodi
| Stagione         | Episodi | Prima TV originale | Prima TV Italia |
| ---------------- | ------- | ------------------ | --------------- |
| Prima stagione   | 6       | 2016               | 2018            |
| Seconda stagione | 6       | 2017               | 2018            |
| Terza stagione   | 6       | 2018               | 2019            |